# Phoenix (Rita Ora)
Phoenix è il secondo album in studio della cantante britannica Rita Ora, pubblicato il 23 novembre 2018 dalla Atlantic Records.

## Antefatti
Inizialmente l'album doveva essere pubblicato sotto la Roc Nation nel 2014 e la versione originale dell'album doveva contenere i singoli I Will Never Let You Down, Poison e Body on Me. Questa versione è stata cancellata per motivi sconosciuti e, in seguito allo scadere del contratto dalla durata di sette anni, Rita Ora è passata alla Atlantic Records. I singoli pubblicati per l'album sotto la Roc Nation sono stati di conseguenza esclusi dall'album per mancanza di diritti.

## Singoli

### Singoli ufficiali
Rita Ora ha incluso nell'album solamente i singoli pubblicati sotto la Atlantic Records.
Your Song è stato pubblicato il 26 maggio 2017 come primo singolo estratto dall'album. La canzone ha raggiunto la posizione #7 nella UK Singles Chart, diventando il nono singolo di Rita Ora a raggiungere la top 10 della classifica.
Lonely Together è stato pubblicato l'11 agosto 2017 come collaborazione tra Rita Ora e Avicii. La canzone ha raggiunto la posizione #4 nella UK Singles Chart. Il pezzo è incluso nell'EP del DJ Avīci (01), e nell'album di Rita.
Anywhere è stato pubblicato il 20 ottobre 2017 come secondo singolo ufficiale dell'album. La canzone ha raggiunto la posizione #2 nella UK Singles Chart, divenendo l'undicesimo singolo di Rita a raggiungere la top 10 della classifica.
For You è stato pubblicato il 5 gennaio 2018 come collaborazione tra Rita Ora e Liam Payne: si tratta della colonna sonora del film Cinquanta sfumature di rosso. La canzone ha raggiunto la posizione #8 nella UK Singles Chart.
Girls è stato pubblicato l'11 maggio 2018. La canzone era precedentemente stata registrata con Charli XCX, MØ e Starrah. Successivamente era stata registrata con Charli XCX e Raye. La versione finale è stata registrata con Cardi B, Bebe Rexha e Charli XCX. La canzone ha raggiunto la posizione #22 nella UK Singles Chart.
Let You Love Me è stato pubblicato il 21 settembre 2018. La canzone ha raggiunto la posizione #5 nella UK Singles Chart: si tratta del tredicesimo singolo di Rita Ora a raggiungere la top 10 della classifica. Rita Ora è la donna britannica con il maggior numero di top 10 hits della storia.
Summer Love è stato pubblicato come settimo singolo estratto dall'album il 23 novembre 2018.
Only Want You è stato pubblicato come ottavo singolo il 1º marzo 2019 attraverso un remix con il rapper 6lack.
New Look sarà pubblicato come nono singolo il 15 luglio 2019.

### Singoli promozionali
Summer Love e Soul Survivor sono state cantate dal vivo in occasione del The Girls Tour a partire dall'11 maggio 2018.
Velvet Rope è stato pubblicato il 16 novembre 2018 come primo singolo promozionale.
Cashmere è stato pubblicato il 19 novembre 2018 come secondo singolo promozionale.
Falling to Pieces è stato pubblicato il 21 novembre 2018 come terzo singolo promozionale.

### Altre canzoni
Proud è stato pubblicato il 18 gennaio 2018 come singolo promozionale. Il singolo non è stato tuttavia incluso nell'album.
Soul Survivor è stato utilizzato a partire dal 3 febbraio 2019 per gli spot pubblicitari della cinquantatreesima edizione del Super Bowl.

## Tracce
1. Anywhere – 3:35 (Rita Sahatçiu Ora, Alessandro Lindblad, Alexandra Tamposi, Andrew Wotman, Brian D Lee, Nicholas Gale, Nolan Lambroza)
2. Let You Love Me – 3:10 (Rita Sahatçiu Ora, Jonnali Parmenius, Linus "Lotus IV" Wiklund, Ilsey Juber, Frederik Gibson, Finn Keane)
3. New Look – 2:34 (Jonnali Parmenius, Ilsey Juber, Jordan Suecof, Jakob Hazell, Svante Halldin)
4. Lonely Together (con Avicii) – 3:03 (Timothy Bergling, Magnus August Høiberg, Benjamin Levin, Alexandra, Tamposi, Andrew Wotman, Brian D Lee)
5. Your Song – 3:00 (Edward Sheeran, Steve McCutcheon)
6. Only Want You – 3:00 (Emily Schwartz, Alexandra Tamposi, Andrew Wotman, Louis Bell, Carl Austin Rosen)
7. First Time High – 3:02 (Alexandra Tamposi, Andrew Wotman, John Ryan, Julian Scanlan)
8. For You (con Liam Payne) – 4:04 (Alexandra Tamposi, Andrew Wotman, Alexander Payami)
9. Summer Love (con i Rudimental) – 4:17 (Rita Sahatçiu Ora, Deleon Blake, Amir Izadkhah, Piers Aggett, Kesi Dryden, Leon Rolle, Yogesh Tulsiani, Romeo Testa)
10. Girls (feat. Cardi B, Bebe Rexha & Charli XCX) – 3:41 (Rita Sahatçiu Ora, Alexandra Tamposi, Andrew Wotman, Brian D Lee, Jonathan Coffer, Benjamin Diehl, Balcalis Almanzar, Kleonard Raphael, Jordan Thorpe)
11. Keep Talking (feat. Julia Michaels) – 3:33 (Julia Michaels, Justin Tranter, Mikkel Eriksen, Tor Hermansen)
12. Hell of a Life – 3:55 (Alexandra Tamposi, Andrew Wotman, Brian D Lee, Louis Bell)

Tracce bonus nell'edizione deluxe
1. Velvet Rope – 3:55 (Rita Sahatçiu Ora, James Napier, Samuel Romans)
2. Falling to Pieces – 4:21 (Rita Sahatçiu Ora, Andrew Wotman, Nicholas GaleLee, Oliver Roddigan)
3. Cashmere – 2:55 (Alexandra Tamposi, Andrew Wotman, John Ryan, Julian Bunetta)
4. Soul Survivor – 3:29 (Rita Sahatçiu Ora, Georgia Overton, Mikkel Eriksen, Tor Hermansen)

Tracce bonus nell'edizione giapponese
1. Anywhere (R3hab Remix) – 2:55 (Rita Sahatçiu Ora, Alessandro Lindblad, Alexandra Tamposi, Andrew Wotman, Brian D Lee, Nicholas Gale, Nolan Lambroza)
2. Let You Love Me (MÖWE Remix) – 3:07 (Rita Sahatçiu Ora, Jonnali Parmenius, Linus "Lotus IV" Wiklund, Ilsey Juber, Frederik Gibson, Finn Keane)

## Classifiche

### Classifiche settimanali
| Classifica (2018) | Posizione massima |
| ----------------- | ----------------- |
| Australia         | 15                |
| Austria           | 43                |
| Belgio (Fiandre)  | 31                |
| Belgio (Vallonia) | 69                |
| Canada            | 36                |
| Croazia           | 6                 |
| Danimarca         | 36                |
| Estonia           | 9                 |
| Finlandia         | 14                |
| Francia           | 103               |
| Germania          | 13                |
| Giappone          | 121               |
| Irlanda           | 20                |
| Italia            | 63                |
| Lettonia          | 8                 |
| Lituania          | 4                 |
| Norvegia          | 34                |
| Nuova Zelanda     | 18                |
| Paesi Bassi       | 30                |
| Regno Unito       | 11                |
| Slovacchia        | 56                |
| Spagna            | 69                |
| Stati Uniti       | 79                |
| Svezia            | 33                |
| Svizzera          | 18                |

### Classifiche di fine anno
| Classifica (2019) | Posizione |
| ----------------- | --------- |
| Australia         | 70        |
| Lettonia          | 89        |
| Nuova Zelanda     | 44        |
| Regno Unito       | 45        |